# El Centre, Ateneu Democràtic i Progressista
El Centre, Ateneu Democràtic i Progressista (conegut localment com «el centru») és una entitat fundada l'any 1865 per les classes populars de Caldes de Montbui, en el bressol del moviment ateneístic de caràcter humanista de finals del segle xix, amb l'objectiu de formar lliurepensadors/es per transformar una realitat injusta. Actualment, el Centre té el compromís de continuar amb la mateixa tasca mirant al segle xxi.
Durant la Segona República Espanyola també fou un espai d'activitat política, per la qual cosa el 1939 va ser clausurat pel règim franquista, i no fou recuperat i mig reobert fins al 1978.
En l'actualitat, a l'Ateneu hi participen 10 entitats i seccions: el concurs de teatre Taca'm, la Coral del Centre, Jazz Sessions Club, Club d'Escacs Caldes, la Cobla Thermalenca, Scena Teatre, Calderins pel programari lliure, el Centre Sona, l'associació juvenil la Guspira, la Cooperativa de consum ecològic el Rusc i el Rugby & Touch Caldes. Totes aquestes entitats es coordinen a través de la Junta, l'òrgan de decisió del Centre.
A més compta amb El cafè cultural del Centre, un espai que aposta per una oferta de productes de proximitat i de qualitat i amb una programació cultural estable per a totes les edats (de dimarts a diumenge a partir de les 15 h). El 2024 va reinaugurar un teatre amb capacitat per a 200 persones, que el 2005 havia hagut de tancar com a mesura cautelar després de la caiguda d'un fals sostre. El cost de la rehabilitació va ser d'1,2 milions d'euros. Les primeres programacions del teatre es remunten a la dècada del 1920.
Els objectius de l'Ateneu passen per enfortir el projecte associatiu i donar cabuda a d'altres iniciatives que puguin sorgir al municipi, així com generar recursos per acabar de rehabilitar l'edifici i així donar resposta a les necessitats de l'entitat.